# Dar al-'Ahd
Dar al-'Ahd (arapski: دار العهد, 'kuća primirja') ili dar al-Sulh (arapski: دار الصلح, 'kuća pomirenja') pojmovi su za teritorije koji imaju ugovor o nenapadanju ili miru s muslimanima, za razliku od dar al-Harba, teritorija koji su neprijateljski prema muslimanima, i dar al-Islama. Takvu diviziju prihvaćaju šafijski pravnici. S druge strane, hanefijski pravnici smatraju da teritoriji koji imaju mirovni ugovor s muslimanima funkcionalno pripadaju dar al-Islamu, budući da on ima dužnost braniti taj teritorij i njegov narod – oni zbog toga ne prihvaćaju dar al-'Ahd.
Kuran navodi:
osim onih koji se sklone kod nekog plemena s kojim vi imate ugovor o nenapadanju, ili vam dođu, a teško im je da se bore protiv vas ili plemena svog. A da Allah hoće, okrenuo bi ih protiv vas i oni bi se, uistinu, protiv vas borili. Ako vas takvi ostave na miru i ne napadaju vas, i ako vam ponude mir, onda vam Allah ne daje nikakva prava protiv njih.

— Kuran 4:90